# Noceta
Noceta es una comuna y población de Francia, en la región de Córcega, departamento de Alta Córcega.
Su población en el censo de 1999 era de 54 habitantes.

## Demografía
| 107 | 103 | 84 | 54 | 53 | 54 |
| Para los censos de 1962 a 1999 la población legal corresponde a la población sin duplicidades (Fuente: INSEE [Consultar]) |     |    |    |    |    |

- Datos: Q647297
- Multimedia: Noceta / Q647297

1. ↑  Worldpostalcodes.org, código postal n.º 20242.
2. ↑  INSEE, Datos de población para el año 2012 de Noceta (en francés).